# Illegal
«Illegal» (укр. «Незаконний») — третій сингл колумбійської співачки Шакіри з альбому «Oral Fixation Vol. 2», який вона виконала з Карлосом Сантаною, випущений у 2006 році лейблом Epic. Пісня стала хітом у Латвії та Україні.

## Список композицій
CD 1
1. «Illegal» (альбомна версія)] (з Карлосом Сантаною) — 03:54
2. «Illegal» (ремікс Ali Dee) (з Карлосом Сантаною) — 03:49
3. «Obtener Un Sí» (альбомна версія) — 03:20

CD 2
1. «Illegal» (альбомна версія) (з Карлосом Сантаною)
2. «Illegal» (ремікс Ali Dee) (з Карлосом Сантаною)
3. «La Tortura» (альбомна версія)
4. «La Tortura» (відео CD-Rom)

Promotional CD (Не для продажу)
1. «Illegal» [Johnny Vicious Warehouse Mix] 10:00
2. «Illegal» [Johnny Vicious Warehouse Radio Mix] 3:45
3. «Illegal» [Johnny Vicious Roxy Mix] 8:00
4. «Illegal» [Johnny Vicious Roxy Radio Mix] 4:14
5. «Illegal» [Johnny Vicious Warehouse Dub] 7:28
6. «Illegal» [Johnny Vicious Warehouse Alternative Dub] 5:37
7. «Illegal» [Johnny Vicious Roxy Dub] 6:10

## Відеокліп
Кліп знято в Мехіко 17 жовтня 2006 року.
У відео Шакіра постає дівчиною боксера. У переважній частині кліпу співачка знаходиться на пустому рингу, де боксує її хлопець. У кінці показано, як після переможного бою її хлопець підійшов до іншої дівчина та поцілував її, бо не бачив Шакіру. А коли побачив, то вона пішла.

## Чарти
| Чарт                                | Найвища позиція |
| ----------------------------------- | --------------- |
| Австрія (Ö3 Austria Top 75)         | 9               |
| Бельгія (Ultratop 50 Flanders)      | 22              |
| Бельгія (Ultratop 40 Wallonia)      | 16              |
| Чехія (IFPI)                        | 4               |
| Данія (Tracklisten)                 | 27              |
| Фінляндія (Suomen virallinen lista) | 14              |
| Німеччина (Media Control Charts)    | 11              |
| Угорщина (Rádiós Top 40)            | 6               |
| Італія (FIMI)                       | 4               |
| Ірландія (IRMA)                     | 21              |
| Словаччина (IFPI)                   | 21              |
| Швеція (Sverigetopplistan)          | 47              |
| Швейцарія (Media Control Charts)    | 10              |
| Велика Британія (UK Singles Chart)  | 34              |
| США (Hot Dance Club Songs)          | 1               |